# Роде Сергій Геральдович
Роде Сергій Геральдович (1984-?) - київський і український філософ і педагог, дослідник генеалогії Родини Бубликів і Безмежжя Дядька Федося з Києва, син філософа і науковця Геральда Роде, онук інженера Григорія Роде.

## Життєпис
Народився і проживає в Києві.

## Статті
- Слабка збіжність інтегральних функціоналів від випадкових блукань, що слабко збігаються до дробового броунівського руху / Ю.С. Мішура, С.Г. Роде // Український математичний журнал. — 2007. — Т. 59, № 8. — С. 1040–1046. — Бібліогр.: 6 назв. — укр.
- Роде С. Глобалізація освітнього простору сучасної України: соціально-філософський дискурс. Просторовий розвиток. 2023. No 6. С. 386– 405. DOI: https://doi.org/10.32347/2786-7269.2023.6.386-405